# Fernando Vilar
Fernando Vilar (Lara, Monção 15 fevereiro 1954) é um jornalista e radialista uruguaio, nascido em Portugal. É especialmente conhecido como apresentador de telejornais.
Foi premiado em Portugal como "melhor comunicador Português no estrangeiro".

## Programas
- Telenoche (Monte Carlo TV)
- De Primera Mano (Radio Cero FM)